# Mine de charbon Bilozerska
La mine de Bilozerska (en ukrainien : Шахта «Білозерська») est une mine de charbon située en Ukraine, dans le raïon de Pokrovsk, dans la ville de Bilozerske.

## Production
Avec des réserves estimées de 80,4 millions de tonnes, c'est l'une des plus importantes d'Ukraine ; sa production annuelle est de 0,975 million de tonnes.